# Eremiaphila heluanensis
Eremiaphila heluanensis es una especie de mantis de la familia Eremiaphilidae.

## Distribución geográfica
Se encuentra en Egipto y Libia.